# Eternal Blaze
Eternal Blaze — двенадцатый сингл японской певицы и сэйю Наны Мидзуки, выпущенный 18 мая 2005 года на лейбле King Records.
Трек Eternal Blaze начальная песня аниме Magical Girl Lyrical Nanoha A’s. Сингл поднялся до второго места японского национального чарта Oricon. Было продано 48,336 копий сингла.

## Список композиций
1. ETERNAL BLAZE — 5:08
  - Слова: Нана Мидзуки
  - Музыка и аранжировка: Нориясу Агэмацу (Elements Garden)
  - Открывающая тема аниме Magical Girl Lyrical Nanoha A's
2. RUSH&DASH! — 3:26
  - Слова: Bee
  - Музыка и аранжировка: Хитоси Фудзима (Elements Garden)
3. Inside of mind — 4:42
  - Слова: Рёдзи Сонода
  - Музыка и аранжировка: Ватару Масати

## Чарты
| Чарт                  | Место | Продажи | Время в чарте |
| --------------------- | ----- | ------- | ------------- |
| Oricon Weekly Singles | № 2   | 48,336  | 14 недель     |